# Arctopsyche grandis
Arctopsyche grandis is een schietmot uit de familie Hydropsychidae. De soort komt voor in het Nearctisch gebied.